# 巴基斯坦棘鰍
巴基斯坦棘鰍（學名：A. botia），為輻鰭魚綱鯉形目條鳅科的其中一個種，分布亞洲巴基斯坦印度河、恆河、伊洛瓦底江、薩爾溫江、親敦江、西塘江至泰國湄公河流域，本魚體延長呈圓柱狀，眼大，口亞下位，具觸鬚3對，尾柄上部具一黑色圓斑，頭部具有不規則的深褐色蟲紋斑，體上半部及延側線具有深褐色不規則但依序排列的斑紋，體色為淡褐色，腹部白色，背鰭具點狀斑紋、尾鰭上下葉具有呈「《」形的斑紋，背鰭軟條14-17枚；臀鰭軟條8枚，體長可達14.9公分，棲息在水質清澈、礫石底質的流動水域，生活習性不明。

## 扩展阅读
維基物種上的相關：巴基斯坦棘鰍